# Spencer Garrett
Spencer Garrett Heckenkamp (nacido el 19 de septiembre de 1963) es un actor estadounidense. Es mejor conocido por sus papeles en las películas Air Force One (1997), 21 blackjack (2008), Enemigos públicos (2009), All the Way (2016) y El candidato (2018).
Es hijo de la actriz Kathleen Nolan y del manager personal Richard Heckenkamp.

## Películaografía seleccionada
| Año        | Título                                  | Tipo                   | Papel                                                   | Notas                                     |
| ---------- | --------------------------------------- | ---------------------- | ------------------------------------------------------- | ----------------------------------------- |
| 1989       | Love and Other Sorrows                  | Película de televisión | Sonny Brewster                                          |                                           |
| 1989–1991  | Shannon's Deal                          | Película de televisión | Sean Gardner                                            |                                           |
| 1990       | Dallas                                  | Serie de televisión    | Ensign Malley                                           |                                           |
| 1990       | 21 Jump Street                          | Serie de televisión    | Sean Livingston                                         |                                           |
| 1991       | Star Trek: The Next Generation          | Serie de televisión    | Simon Tarses                                            | Episodio: "The Drumhead"                  |
| 1992       | Reasonable Doubts                       | Serie de televisión    | Darren Burke                                            |                                           |
| 1993–1996  | Murder, She Wrote                       | Serie de televisión    | Nicholas Derby / Aaron Woodman                          |                                           |
| 1994       | Dr. Quinn, Medicine Woman               | Serie de televisión    | Capt. Arthur Tyrrell                                    |                                           |
| 1994       | El cuervo                               | Película               | Voces adicionales                                       |                                           |
| 1994       | Sin advertencia                         | Película de televisión | Paul Collingwood                                        |                                           |
| 1995       | Family Matters                          | Serie de televisión    | Larry Johnson                                           |                                           |
| 1995       | The Stars Fell on Henrietta             | Película               | Delbert Tims                                            |                                           |
| 1995, 2004 | JAG                                     | Serie de televisión    | Primer teniente Vince Boone / Comandante Andrew Stotler | 2 episodios                               |
| 1996       | Smoke Jumpers                           | Película de televisión | Hempstead                                               |                                           |
| 1996       | Driven                                  | Película               | Empresario #1                                           |                                           |
| 1996       | Promised Land                           | Serie de televisión    | Warren Dempsey joven                                    |                                           |
| 1996       | Fantasmas del pasado                    | Película               | Reportero                                               |                                           |
| 1997       | The Apocalypse                          | Película               | Charlie                                                 |                                           |
| 1997       | George of the Jungle                    | Película               | Invitado en la fiesta                                   |                                           |
| 1997       | Air Force One                           | Película               | Thomas Lee                                              |                                           |
| 1997       | The Truth About Juliet                  | Película               | Dominic                                                 |                                           |
| 1998       | Permanent Midnight                      | Película               | Brad / Tim from Mr. Chompers                            |                                           |
| 1998       | The Practice                            | Serie de televisión    | Carter                                                  |                                           |
| 1998       | NewsRadio                               | Serie de televisión    | G-Man/Agente del FBI                                    | Episodio: "The Lam"                       |
| 1998       | Starstruck                              | Película               | Philip                                                  |                                           |
| 1999       | Dill Scallion                           | Película               | Patrullero de carreteras                                |                                           |
| 1999       | Touched by an Angel                     | Serie de televisión    | Jacob/William Kitchell                                  | Episodio: "Into the Fire"                 |
| 1999–2002  | Judging Amy                             | Serie de televisión    | Franklin Dobbs                                          | 4 episodios                               |
| 2000       | The X-Files                             | Serie de televisión    | Harry Bring                                             | Episodio: "Sein und Zeit"                 |
| 2000       | Star Trek: Voyager                      | Serie de televisión    | Weiss                                                   | Episodio: "Flesh and Blood"               |
| 2000–2004  | Law & Order                             | Serie de televisión    | Stephen Olson                                           | 3 episodios                               |
| 2001       | Lovely & Amazing                        | Película               | Willy                                                   |                                           |
| 2001       | CSI: Crime Scene Investigation          | Serie de televisión    | Médico de Mercer                                        |                                           |
| 2001       | Just Ask My Children                    | Película de televisión | Alvin McCuan                                            |                                           |
| 2001–2002  | El hombre invisible                     | Serie de televisión    | Jarod Stark                                             | 8 episodios                               |
| 2003       | Crossing Jordan                         | Serie de televisión    | Oficial de Industrias Paramax                           |                                           |
| 2003       | Sin rastro                              | Serie de televisión    | Abogado defensor de Spaulding                           |                                           |
| 2003       | Carnivàle                               | Serie de televisión    | Balthus joven                                           |                                           |
| 2003       | Casa de arena y niebla                  | Película               | Subastador                                              |                                           |
| 2003       | Gary the Rat                            | Serie de televisión    | Truman Pinksdale                                        |                                           |
| 2004       | Las Vegas                               | Serie de televisión    | Paul Snow                                               |                                           |
| 2004       | Cold Case                               | Serie de televisión    | Ben Kern 1983                                           |                                           |
| 2005       | Gracias por fumar                       | Película               | Senador Lothridge                                       |                                           |
| 2005       | Close to Home                           | Serie de televisión    | Frank Barringer                                         |                                           |
| 2006       | Kurtlar Vadisi Irak                     | Película               | George Baltimore                                        | [ 2 ]                                     |
| 2006       | El anillo                               | Serie de televisión    | Norman 'Doc' Wiley                                      |                                           |
| 2006       | Bobby                                   | Película               | David                                                   | [ 3 ]                                     |
| 2007       | 24                                      | Serie de televisión    | Ben Kram                                                |                                           |
| 2007       | Sé quién me mató                        | Película               | Agente Phil Lazarus                                     | [ 4 ]                                     |
| 2007       | Charlie Wilson's War                    | Película               | Miembro del Comité del Congreso                         |                                           |
| 2007       | Supernatural                            | Serie de televisión    | Edward Carrigan                                         | Episodio: "A Very Supernatural Christmas" |
| 2008       | 21 blackjack                            | Película               | Stemple                                                 |                                           |
| 2008       | Yes Man                                 | Película               | Multack                                                 |                                           |
| 2008       | The Lucky Ones                          | Película               | Pastor Nolan                                            |                                           |
| 2009       | The Mentalist                           | Serie de televisión    | Michael Elkins                                          | Episodio: "Red Rum"                       |
| 2009       | Mentes criminales                       | Serie de televisión    | Bill Lancaster                                          | Episodio: "A Shade of Gray"               |
| 2009       | Enemigos públicos                       | Película               | Tommy Carroll                                           |                                           |
| 2009       | Transformers: la venganza de los caídos | Película               | Jefe de Estado Mayor de la Fuerza Aérea                 |                                           |
| 2009       | The Consultants                         | Película               | Pete                                                    | También productor asociado                |
| 2009       | Three Rivers                            | Serie de televisión    | Robert Drinkwater                                       |                                           |
| 2010       | Casino Jack                             | Película               | Tom DeLay                                               |                                           |
| 2009, 2010 | Medium                                  | Serie de televisión    | HR Executive                                            | 2 episodios                               |
| 2010       | Burn Notice                             | Serie de televisión    | Lynch                                                   | Episodio: "Noble Causes"                  |
| 2010       | Grey's Anatomy                          | Serie de televisión    | Jim Walker                                              |                                           |
| 2010       | Leverage                                | Serie de televisión    | Mark Vector                                             | Episodio: "The Morning After Job"         |
| 2010       | Bajo la influencia                      | Película               | Larry Gryder                                            | También productor                         |
| 2011       | Rizzoli & Isles                         | Serie de televisión    | Bill Sutton                                             | Episodio: "Gone Daddy Gone"               |
| 2011       | Law & Order: Criminal Intent            | Serie de televisión    | Paul Keller                                             | Episodio: "Rispetto"                      |
| 2011       | Star Wars: The Old Republic             | Videojuego             | Darth Revan                                             |                                           |
| 2011       | Luck                                    | Serie de televisión    | Maurice                                                 | 3 episodios                               |
| 2012       | NCIS: Los Angeles                       | Serie de televisión    | Peter Clairmont                                         | Episodio: "Blye, K., Part 2"              |
| 2012       | Game Change                             | Película de televisión | Stephen Biegun                                          |                                           |
| 2013       | Castle                                  | Serie de televisión    | Evan Pierce                                             | Episodio: "Death Gone Crazy"              |
| 2013       | Iron Man 3                              | Película               | Sheriff de Rose Hills                                   |                                           |
| 2013       | Mad Men                                 | Serie de televisión    | Andy Hayes                                              | Episodio: "A Tale of Two Cities"          |
| 2013       | La leyenda de Korra                     | Serie de televisión    | Presidente Raiko                                        |                                           |
| 2015       | No Escape                               | Película               | Reclutador                                              |                                           |
| 2015       | The Magicians                           | Serie de televisión    | Ted Coldwater                                           |                                           |
| 2015–2016  | Aquarius                                | Serie de televisión    | Hal Banyin                                              | 11 episodios                              |
| 2016       | All the Way                             | Película de televisión | Walter Reuther                                          |                                           |
| 2016       | Stevie D                                | Película               | Jack Laurentis                                          |                                           |
| 2016       | Insecure                                | Serie de televisión    | John Merrill                                            |                                           |
| 2017–2021  | Bosch                                   | Serie de televisión    | J. Reason Fowkkes                                       | 10 episodios                              |
| 2018       | El candidato                            | Película               | Bob Woodward                                            |                                           |
| 2019       | Once Upon a Time in Hollywood           | Película               | Allen Kincade                                           |                                           |
| 2019       | Bombshell                               | Película               | Sean Hannity                                            |                                           |
| 2019       | How to Get Away with Murder             | Serie de televisión    | Alexander Ballast                                       | Episodio: "Family Sucks"                  |
| 2019       | Por qué matan las mujeres               | Serie de televisión    | Hal Burke                                               |                                           |
| 2019       | Madam Secretary                         | Serie de televisión    | Alan Canning                                            | 2 episodios                               |
| 2019–2021  | For All Mankind                         | Serie de televisión    | Roger Scott                                             | 8 episodios                               |
| 2020       | Chicago P.D.                            | Serie de televisión    | Wade Henslow                                            | Episodio: "Buried Secrets"                |
| 2020       | Survival Skills                         | Película               | The Chief                                               |                                           |
| 2022       | Lakers: Tiempo de ganar                 | Serie de televisión    | Chick Hearn                                             |                                           |
| 2022       | Blonde                                  | Película               | President's Pimp                                        | Sin acreditar                             |
| 2023       | Your Lucky Day                          | Película               | Sr. Laird                                               |                                           |